# بيت بروك
بيت بروك (بالإنجليزية: Pete Brock)‏ هو لاعب كرة قدم أمريكية أمريكي، ولد في 14 يوليو 1954 في بورتلاند في الولايات المتحدة.

## وصلات خارجية
- بيت بروك على موقع مرجع كرة القدم المحترفة.كوم (الإنجليزية)